# 沙拉夫丁
沙拉夫丁（Sharaf al-Din，？—1615年），叶尔羌汗国拉失德的孙子，羽奴思速檀的儿子。担任喀什噶尔总督。1610年，伯父马黑麻死后，黑山派沙迪和卓拥立阿黑麻为主。这引起了沙拉夫丁的不满，依照传统，年长者即位，沙拉夫丁是阿黑麻的堂兄。1615年，阿黑麻的长子帖木儿去世，沙拉夫丁叛乱，自立为汗，阿黑麻派幼子阿布杜拉提甫平叛。沙拉夫丁失败。